# Wen Cheng

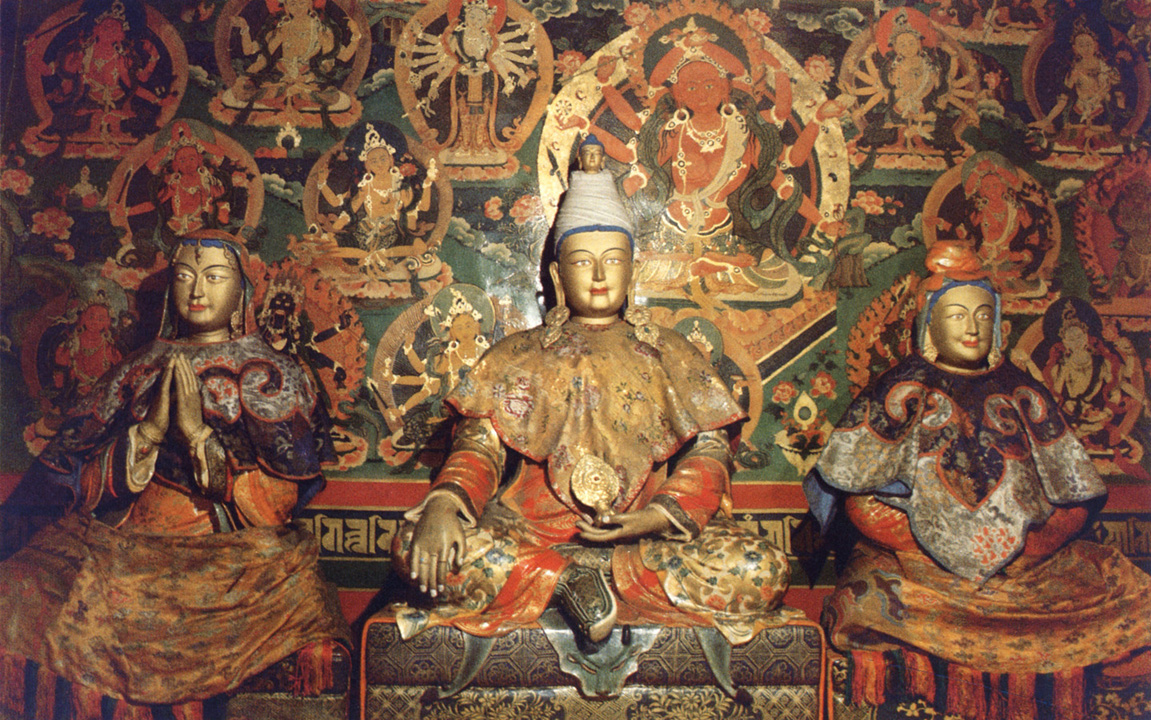
Songtsän Gampo (mitten) prinsessan Wencheng (höger) och Bhrikuti Devi (vänster).

Wen Cheng, död 680, var en kinesisk prinsessa som idag vördas av tibetanska buddhister för att ha infört buddhismen till Tibet.
Hon var brorsdotter till kejsar Tang Taizong och lämnade Kina 641 för att giftas bort med den tibetanske härskaren Songtsän Gampo. Giftermålet ingicks för att befästa ett fredsavtal mellan de tibetanska och kinesiska imperierna, vilket slutits efter ett kring under 630-talet.
Prinsessan var buddhist och tillsammans med kungens andra nepalesiska gemål Bhrikuti Devi anses hon ha infört buddhismen till Tibet. Idag vördas tibetanska buddhister Wen Cheng som en inkarnation av gudomligheten den Vita Taran och en helig staty av de båda gemålerna finns i Jhokang-templet i Lhasa.